# Lionheart (Film)
Lionheart ist ein nigerianischer Film aus dem Jahr 2018.

## Handlung
Adaeze Obiagu will Verantwortung für das Verkehrsunternehmen ihres Vaters Ernest Obiagu übernehmen, nachdem dessen Gesundheitszustand sich zunehmend verschlimmert. Dieser ernennt allerdings seinen Bruder Godswill als seine vorübergehende Vertretung. Da sich das Unternehmen in finanziellen Problemen befindet, versuchen sowohl Godswill als auch Adaeze mit verschiedenen Mitteln die Firma wieder aus der Krise zu holen. Das Unternehmen will einen staatlichen Auftrag an Land ziehen und muss dabei mit der Firma von Igwe Pascal konkurrieren.

## Produktion
Lionheart ist das Regiedebüt von Genevieve Nnaji, die davor vor allem als Filmschauspielerin in Nigeria tätig war. Der Film wurde kurz vor seiner Premiere vom Streaming-Dienst Netflix gekauft und ist der erste Original-Film von Netflix, der vom afrikanischen Kontinent stammt. Die Premiere des Filmes wurde auf dem Toronto International Film Festival gefeiert und er ist seitdem auf Netflix in 190 Ländern verfügbar.

## Rezeption
Auf der Webseite Rotten Tomatoes hat der Film eine Bewertung von 100 % basierend auf 7 Kritiken. Oliver Armknecht von film-rezensionen.de lobt den Film für den feministischen Ansatz, aber beschreibt ihn ansonsten als „kaum erwähnenswert“ und gibt 5 von 10 Sternen. Die Kritik von Ben Kenigsberg von der New York Times fällt positiver aus, in der er die Machart des Films als global und beruhigend vertraut beschreibt.

## Auszeichnungen
- 2019: Black Reel Award als Outstanding World Cinema Motion Picture (gewonnen)[5]